# Пауло Пессолано
Пауло Пессолано (ісп. Paulo Pezzolano, нар. 25 квітня 1983, Монтевідео) — уругвайський футболіст, що грав на позиції нападника. По завершенні ігрової кар'єри — тренер. З 2022 року очолює тренерський штаб бразильського «Крузейру».

## Ігрова кар'єра
У дорослому футболі дебютував 2001 року виступами за команду «Рентістас», в якій провів чотири сезони, взявши участь у 49 матчах чемпіонату.
Згодом з 2005 по 2007 рік грав у складі команд «Атлетіку Паранаенсе» та «Дефенсор Спортінг».
Своєю грою за останню команду привернув увагу представників тренерського штабу клубу «Пеньяроль», до складу якого приєднався 2007 року. Відіграв за команду з Монтевідео наступний сезон своєї ігрової кар'єри, так і не ставши гравцем основного складу.
У 2008–2009 роках захищав кольори «Ліверпуля» (Монтевідео), звідка на наступний сезон віддавався в оренду до іспанської «Мальорки». У першій половині 2010-х грав за китайський «Ханчжоу Грінтаун», мексиканську «Некаксу» та вже знайомий йому  «Ліверпуль» (Монтевідео), а завершував ігрову кар'єру в команді «Монтевідео Сіті», за яку виступав протягом 2016 року.

## Кар'єра тренера
Розпочав тренерську кар'єру відразу ж по завершенні кар'єри гравця, 2016 року, очоливши на сезон тренерський штаб клубу «Монтевідео Сіті».
Згодом у 2018–2019 роках тренував «Ліверпуль» (Монтевідео), після чого до 2021 року очолював тренерський штаб мексиканської «Пачуки».
У січні 2022 року очолив тренерський штаб бразильського «Крузейру».